# Été sur le lac de Côme
 (février 2025).
Si vous disposez d'ouvrages ou d'articles de référence ou si vous connaissez des sites web de qualité traitant du thème abordé ici, merci de compléter l'article en donnant les références utiles à sa vérifiabilité et en les liant à la section « Notes et références ».
Été sur le lac de Côme (en italien Estate su Lago di Como) est une peinture à l'huile sur toile de 46,5 × 40 cm réalisée à Lierna en 1889 par le peintre italien Vittore Grubicy de Dragon conservée à Rome à la galerie nationale d'Art moderne et contemporain.

## Description
Le tableau de Grubicy de Dragon, appartenant au mouvement artistique du divisionnisme, représente le passage souterrain menant au lac de Côme avec vue sur Menaggio.
Des études plus récentes voient une proximité stylistique et thématique avec deux autres versions de vues similaires à Fiumelatte (ibid., cat. nos 432, 433), en particulier avec Le Lait de rivière du passage souterrain du chemin de fer, qui porte au revers une inscription presque identique à celle rapportée dans le spécimen. En fait, le même endroit est représenté près du passage souterrain de la voie ferrée à Fiumelatte, avec le même arbre tordu sur la gauche et la vue dégagée vers la rive de Menaggio. L'œuvre a été exposée à la Biennale de 1901 dans le cadre d'une sorte de polyptyque avec Les Quatre Saisons, composées d’Automne et d’Hiver, tous deux datables de 1898 (huile sur toile, 48 × 40 cm, Venise, Ca' Pesaro) et de Printenps, datable entre 1897 et 1902 (huile sur toile, 47 × 40 cm, Milan, galerie d'art moderne). Le tableau en question est également connu sous les titres Été ou Été sur le lac de Côme ou Soirée sur le lac.
Au dos de la toile à droite, un cartouche partiellement incomplet avec écriture à la plume : « [18] 87 pendant plusieurs mois [à partir] de "Ferragosto"/ tous les samedis je suis allé au lac de Lecco en calèche de 3e classe / et j'ai observé la famille… la fête/sortie. Je les ai observés… les véritables sursauts d'intense [manquant] qui étaient/déclenchaient, à la sortie d'un tunnel, le [manquant] de l'espace / [de] l'eau et du ciel. « La lumière après les ténèbres ». Ce genre / [manquant] humainement vrai n'avait rien à voir avec ce / [manquant]. / Avec ce premier essai j'ai essayé de le dire [Vittore Grubicy] ».
Au dos du cadre à gauche écrit au stylo : « Je me souviens du plus cher [?] / Vittore Grubicy De Dragon. »